# Temporada 1984-85 de los Portland Trail Blazers
La temporada 1984-85 fue la deciomoquinta de los Portland Trail Blazers en la NBA. La temporada regular acabó con 42 victorias y 40 derrotas, ocupando el quinto puesto de la conferencia Oeste, clasificándose para los playoffs, en los que cayeron en semifinales de conferencia ante Los Angeles Lakers.

## Elecciones en elDraft
| Ronda | Puesto | Jugador          | Posición | Nacionalidad   | Universidad  |
| ----- | ------ | ---------------- | -------- | -------------- | ------------ |
| 1     | 2      | Sam Bowie        | F/C      | Estados Unidos | Kentucky     |
| 1     | 19     | Bernard Thompson | G/F      | Estados Unidos | Fresno State |
| 2     | 33     | Steve Colter     | G        | Estados Unidos | New Mexico   |
| 2     | 46     | Jerome Kersey    | F        | Estados Unidos | Longwood     |

## Temporada regular
| División Pacífico        | División Pacífico | División Pacífico | División Pacífico | División Pacífico | División Pacífico | División Pacífico | División Pacífico | División Pacífico |
| Equipo                   | G                 | P                 | %                 | PD                | Casa              | Fuera             | Div               |                   |
| ------------------------ | ----------------- | ----------------- | ----------------- | ----------------- | ----------------- | ----------------- | ----------------- | ----------------- |
| y-Los Angeles Lakers     | 62                | 20                | .756              | –                 | 36–5              | 26–15             | 18–12             |                   |
| x-Portland Trail Blazers | 42                | 40                | .512              | 20                | 33–8              | 15–26             | 17–13             |                   |
| x-Phoenix Suns           | 36                | 46                | .439              | 26                | 32–9              | 10–31             | 14–16             |                   |
| Seattle SuperSonics      | 31                | 51                | .378              | 31                | 31–10             | 10–31             | 16–14             |                   |
| Los Angeles Clippers     | 31                | 51                | .378              | 31                | 27–14             | 10–31             | 13–17             |                   |
| Golden State Warriors    | 22                | 60                | .268              | 40                | 25–16             | 5–36              | 12–18             |                   |

## Playoffs

### Primera ronda
Dallas Mavericks vs. Portland Trail Blazers 
| Fecha       | Partido                                          | Ciudad   |
| ----------- | ------------------------------------------------ | -------- |
| 18 de abril | Dallas Mavericks 139, Portland Trail Blazers 131 | Dallas   |
| 20 de abril | Dallas Mavericks 121, Portland Trail Blazers 124 | Dallas   |
| 23 de abril | Portland Trail Blazers 122, Dallas Mavericks 109 | Portland |
| 25 de abril | Portland Trail Blazers 115, Dallas Mavericks 113 | Portland |
|             | Portland Trail Blazers gana las series 3-1       |          |

### Semifinales de Conferencia
Los Angeles Lakers vs. Portland Trail Blazers 
| Fecha       | Partido                                            | Ciudad      |
| ----------- | -------------------------------------------------- | ----------- |
| 27 de abril | Los Angeles Lakers 125, Portland Trail Blazers 101 | Los Ángeles |
| 30 de abril | Los Angeles Lakers 134, Portland Trail Blazers 118 | Los Ángeles |
| 3 de mayo   | Portland Trail Blazers 126, Los Angeles Lakers 130 | Portland    |
| 5 de mayo   | Portland Trail Blazers 115, Los Angeles Lakers 107 | Portland    |
| 7 de mayo   | Los Angeles Lakers 139, Portland Trail Blazers 120 | Los Ángeles |
|             | Los Angeles Lakers gana las series 4-1             |             |

## Estadísticas
| Rk | Jugador           | Edad | P  | PT | MP   | TC  | TCI  | %TC  | T3  | T3I | %T3  | TL  | TLI | %TL  | RO  | RD  | RT  | AS  | RB  | TAP | BP  | FP  | PTS  |
| -- | ----------------- | ---- | -- | -- | ---- | --- | ---- | ---- | --- | --- | ---- | --- | --- | ---- | --- | --- | --- | --- | --- | --- | --- | --- | ---- |
| 1  | Kiki Vandeweghe   | 26   | 72 | 69 | 34.8 | 8.6 | 16.1 | .534 | 0.2 | 0.5 | .333 | 5.1 | 5.7 | .896 | 1.0 | 2.1 | 3.2 | 1.5 | 0.5 | 0.3 | 1.6 | 1.6 | 22.4 |
| 2  | Jim Paxson        | 27   | 68 | 57 | 33.1 | 7.5 | 14.5 | .514 | 0.1 | 0.6 | .154 | 2.9 | 3.6 | .790 | 1.0 | 2.3 | 3.3 | 3.9 | 1.5 | 0.1 | 1.6 | 1.7 | 17.9 |
| 3  | Mychal Thompson   | 30   | 79 | 55 | 33.1 | 7.2 | 14.1 | .515 | 0.0 | 0.0 |      | 3.9 | 5.7 | .684 | 2.7 | 5.2 | 7.8 | 2.6 | 1.0 | 1.3 | 2.9 | 2.7 | 18.4 |
| 4  | Clyde Drexler     | 22   | 80 | 43 | 31.9 | 7.2 | 14.5 | .494 | 0.1 | 0.5 | .216 | 2.8 | 3.7 | .759 | 2.7 | 3.2 | 6.0 | 5.5 | 2.2 | 0.9 | 2.8 | 3.3 | 17.2 |
| 5  | Darnell Valentine | 25   | 75 | 59 | 30.4 | 4.3 | 9.1  | .473 | 0.0 | 0.0 | .000 | 3.1 | 3.9 | .793 | 0.7 | 2.2 | 2.9 | 7.0 | 1.9 | 0.1 | 2.6 | 2.5 | 11.6 |
| 6  | Sam Bowie         | 23   | 76 | 62 | 29.2 | 3.9 | 7.3  | .537 | 0.0 | 0.0 |      | 2.1 | 3.0 | .711 | 2.7 | 5.9 | 8.6 | 2.8 | 0.7 | 2.7 | 2.3 | 3.7 | 10.0 |
| 7  | Kenny Carr        | 29   | 48 | 30 | 23.3 | 4.0 | 7.6  | .523 | 0.0 | 0.1 | .000 | 2.5 | 3.4 | .720 | 1.9 | 4.9 | 6.7 | 1.2 | 0.5 | 0.4 | 2.1 | 2.9 | 10.4 |
| 8  | Steve Colter      | 22   | 78 | 22 | 18.7 | 2.8 | 6.1  | .453 | 0.3 | 0.9 | .351 | 1.3 | 1.7 | .754 | 0.5 | 1.4 | 1.9 | 3.1 | 1.0 | 0.1 | 1.4 | 1.8 | 7.1  |
| 9  | Audie Norris      | 24   | 78 | 13 | 14.3 | 1.7 | 3.1  | .543 | 0.0 | 0.0 | .000 | 1.7 | 2.6 | .665 | 1.2 | 2.1 | 3.2 | 0.6 | 0.5 | 0.4 | 1.3 | 2.8 | 5.1  |
| 10 | Jerome Kersey     | 22   | 77 | 0  | 12.4 | 2.3 | 4.8  | .478 | 0.0 | 0.0 | .000 | 1.5 | 2.4 | .646 | 1.2 | 1.4 | 2.7 | 0.8 | 0.6 | 0.4 | 0.9 | 1.9 | 6.1  |
| 11 | Bernard Thompson  | 22   | 59 | 0  | 9.1  | 1.3 | 3.6  | .373 | 0.0 | 0.1 | .000 | 0.7 | 0.9 | .765 | 0.6 | 0.7 | 1.3 | 0.9 | 0.5 | 0.2 | 0.6 | 1.3 | 3.3  |
| 12 | Tom Scheffler     | 30   | 39 | 0  | 6.9  | 0.5 | 1.3  | .412 | 0.0 | 0.0 |      | 0.3 | 0.5 | .500 | 0.5 | 1.5 | 1.9 | 0.3 | 0.2 | 0.3 | 0.4 | 1.2 | 1.3  |

## Galardones y récords
| Jugador   | Galardón                            |
| Sam Bowie | Mejor quinteto de rookies de la NBA |